# Harland Goff Wood
Harland Goff Wood (Delavan, 2 de setembro de 1907 – 12 de setembro de 1991) foi um bioquímico estadunidense conhecido por provar, em 1935, que animais, humanos e bactérias fazem uso de dióxido de carbono. Wood recebeu a Medalha Nacional de Ciências e fez parte dos Comitês Consultivos de Ciências dos presidentes americanos Lyndon B. Johnson e Richard Nixon.
Wood era também membro da Academia Nacional de Ciências dos Estados Unidos, da Academia de Artes e Ciências dos Estados Unidos, e da Sociedade de Bioquímica do Japão. Ele também foi o primeiro diretor do Departamento de Bioquímica da Faculdade de Medicina e Deão de Ciências na Case Western Reserve University.